# Ayaka Sayama
Ayaka Sayama (佐山 彩香 Sayama Ayaka) là một thần tượng áo tắm người Nhật Bản, sinh ngày 17 tháng 5, 1993  tại Kanagawa.

## Sự nghiệp
Sự nghiệp bao gồm:
- Koh-Boh vol.9 Mook (Magazine-book) loạt series với DVD (3 tháng 12 năm 2009, Kaiōsha(Bunkasha)) ISBN 479646025X ISBN 978-4796460255
- 1st DVD "PURE SMILE" (20 tháng 11 năm 2009, Takeshobo)
- 1st Photo "AYA" (24 tháng 10 năm 2009, Saibunkan)
- Young Magazine (phát hành 28 tháng 9 năm 2009)
- Sabra (25 tháng 12 năm 2009)
- @ misty (28 tháng 8 năm 2009)

## Trên các phương tiện truyền thông
Xuất hiện trên truyền hình bao gồm:
- Zenryokuzaka (Full-speed Slope) (27 tháng 7 năm 2010 Aug 4.24 Sun, TV Asahi）
- God-tongue（22 tháng 9 năm 2010, TV Tokyo） - " Geinoukai Kirejo Jyuku (The Corrently Snapping Seminar for the Idol-talent Girls)" vol.4
- Rank Oukoku (Kingdom of Ranking) （24 tháng 12 năm 2010, TBS）

## Công việc
DVD
|   | Tiêu đề                                                    | Ngày                 |
| - | ---------------------------------------------------------- | -------------------- |
| 1 | Pure smile                                                 | 20 tháng 11 năm 2009 |
| 2 | Parasol                                                    | 26 tháng 2 năm 2010  |
| 3 | 100% freshly squeezed kyu and "raw" ♥ Gokkun the Kaori Aya | 17 tháng 5 năm 2010  |
| 4 | Angel devil                                                | 20 tháng 8 năm 2010  |
| 5 | Aya Color                                                  | 8 tháng 12 năm 2010  |
| 6 | 17 teen sweetheart miracle ~ ~ Sadness                     | 11 tháng 3 năm 2011  |
| 7 | Doki girl!                                                 | 20 tháng 6 năm 2011  |
| 8 | Aya ♥ Chu                                                  | 24 tháng 9 năm 2011  |

Album ảnh
|   | Tiêu đề                           | Ngày                 | Nhà xuất bản | ISBN                   |
| - | --------------------------------- | -------------------- | ------------ | ---------------------- |
| 1 | AYA ―Sayama Kaoru Aya 1st. Photos | 24 tháng 12 năm 2009 | Saibunkan    | ISBN 978-4-7756-0442-7 |
| 2 | Vanilla Peach Whip                | 27 tháng 6 năm 2010  | Wani Books   | ISBN 978-4-8470-4280-5 |
| 3 | CANDY GIRL                        | 25 tháng 11 năm 2010 | Shogakukan   | ISBN 978-4-09-103001-6 |